# Orsa rufitibia
Orsa rufitibia är en fjärilsart som beskrevs av Felder 1874. Orsa rufitibia ingår i släktet Orsa och familjen nattflyn. Inga underarter finns listade i Catalogue of Life.